# Hélio Gonçalves Heleno
Hélio Gonçalves Heleno (18 de mayo de 1935 – 4 de septiembre de 2012) fue un obispo católico de la Diócesis de Caratinga. Ordenado sacerdote en 1961, fue nombrado obispo en 1978 y se retiró en 2011.
Gonçalves fue hermano del también obispo José Gonçalves Heleno (1927–2021), que sirvió como Obispo de la Diócesis de Governador Valadares de 1977 a 2001. Ambos hermanos están enterrados uno junto al otro en la Catedral Sao Joao Batista en Caratinga.